# Selenia isolde
Selenia isolde là một loài bướm đêm trong họ Geometridae.